# Small cap
Pour la notion de typographie, voir Petite capitale.
Dans le domaine de la bourse, du marché des valeurs mobilières, une small cap (« small capitalisation ») est une entreprise à petite capitalisation.

## Définition
On calcule la capitalisation boursière d'une entreprise en multipliant le prix de l'action par le nombre en circulation.

Ainsi les entreprises qui ont une petite capitalisation boursière, comprise entre 300 millions et 2 milliards de dollars, sont appelées « small caps ». La taille des small caps dépend toutefois du marché de référence. Les small caps américaines sont, par exemple, plus grosses que les small caps françaises.
Les capitalisations boursières les plus grosses sont appelées « big caps » ou « large caps » et celles qui ont une capitalisation boursière moyenne sont appelées « mid caps ».Il existe également les « micro caps » et les « nano caps ».
Les « small caps » sont souvent des entreprises récentes et en développement.